# Raymond Bernard Cattell

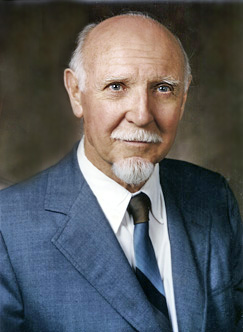
Raymond Bernard Cattell

Raymond Bernard Cattell (* 20. März 1905 in West Bromwich, Staffordshire, England; † 2. Februar 1998 in Honolulu) war ein britisch-US-amerikanischer Persönlichkeitspsychologe.

## Leben
Cattell studierte am King’s College London, ab 1921 mit einem Stipendium zunächst Chemie, welches er mit einem BSc (Hons) im Alter von 19 Jahren abschloss. Später wandte er sich der Psychologie zu und promovierte in diesem Fach 1929. Er lehrte an der University of Exeter und leitete eine Erziehungsberatungsstelle, bevor er 1937 in die USA ging. Nach Aufenthalten an der Clark und der Harvard University war er 1945 bis 1974 Professor für Psychologie an der University of Illinois. 1978 nahm er eine Stelle an der University of Hawaii an. 
Cattell war ein Schüler von Cyril Burt und Charles Spearman, wie sie ein Anhänger der Eugenik, und lobte 1937 die Rassengesetze der Nationalsozialisten. 
Cattell argumentierte, dass „es sich bei ‚nationalen Stereotypen’ nicht nur um Erfindungen der Phantasie handelt“ und forderte, dass nationale und „rassische“ Temperamentsunterschiede bei der Städteplanung berücksichtigt werden sollten. Mit seinem Lehrer Cyril Burt teilte er die Sorge, dass der IQ der Nation aufgrund zu starker Vermehrung der weniger Begabten absinken könnte und schlug vor, dem entgegenzuwirken, „indem man die Bevölkerungsteile mit einer sehr niedrigen geistigen Kapazität, die zum zivilisierten Leben ungeeignet sind, entfernt“.

## Psychologische Theorien
Im Gegensatz zum g-Faktor-Modell von Charles Spearman unterscheidet Cattell in seiner Zweikomponententheorie der Intelligenz 1971 zwei Faktoren zweiter Ordnung (Faktorenanalyse), die fluide und die kristallisierte Intelligenz. Die genetisch bedingte „fluide Intelligenz“ („General-Fluid-Ability“) stellt die Fähigkeit zur Situationsorientierung, des Schlussfolgerns, der Problemlösung und der Verarbeitungsgeschwindigkeit dar, die erworbene „kristallisierte Intelligenz“ („Crystallized-Ability“) besteht aus dem Wissen, dem Wortschatz und den gesammelten Erfahrungen zu Problemlösewegen. Während die fluide Intelligenz nach einem Höhepunkt im Alter wieder abnehmen soll, so der US-amerikanische Psychologe John L. Horn, wächst die kristallisierte Intelligenz weiter an. Sein Konzept schlug sich nieder in der Intelligenztest-Reihe Culture Fair Intelligence Tests. 
Cattell gehört zu den 52 Mitunterzeichnern des Aufsatzes Mainstream Science on Intelligence, geschrieben von Linda Gottfredson und im Dezember 1994 veröffentlicht vom Wall Street Journal.
In der Persönlichkeitstheorie entwickelte er mit Hilfe der Faktorenanalyse ein Modell von 16 bipolaren Dimensionen (als situationsunabhängige Grundeigenschaften der Persönlichkeit), mit der sich jede Person beschreiben ließe und die dem offen gezeigten Verhalten zugrunde lägen; sie schlagen sich im Fragebogen Sixteen Personality Factor Questionnaire (16 PF) nieder. Es handelt sich hierbei um:
- Wärme (z. B. Wohlfühlen in Gesellschaft)
- Logisches Schlussfolgern
- Emotionale Stabilität
- Dominanz
- Lebhaftigkeit
- Regelbewusstsein (z. B. Moral)
- Soziale Kompetenz (z. B. Kontaktfreude)
- Empfindsamkeit
- Wachsamkeit (z. B. Misstrauen)
- Abgehobenheit (z. B. Realitätsnähe)
- Privatheit
- Besorgtheit
- Offenheit für Veränderungen
- Selbstgenügsamkeit
- Perfektionismus
- Anspannung.

## Weitere Leistungen
Cattell gründete die „Society for Multivariate Experimental Psychology“ und die Fachzeitschrift „Multivariate Behavioral Research“. Cattell entwickelte außerdem den Scree-Test zur Bestimmung der Faktorenzahl für die Faktorenanalyse.

## Werke
- The fight for our national intelligence. King, London 1937
- The Meaning and Measurement of Neuroticism and Anxiety (1961)
- The Scientific Analysis of Personality (1965)
- Handbook of Multivariate Experimental Psychology (1966)
- Abilities: Their Structure, Growth, and Action (1971)
- Personality and Learning Theory 2 Bde. (1979–80)